# Будапештський меморандум
Мемора́ндум про гара́нтії безпе́ки у зв'язку́ з приєдна́нням Украї́ни до Догово́ру про нерозповсю́дження я́дерної збро́ї (англ. Memorandum on Security Assurances in connection with Ukraine's accession to the Treaty on the Non-Proliferation of Nuclear Weapons) — міжнародна угода, укладена 5 грудня 1994 року між Україною, Росією, Великою Британією та США про гарантії Україні у зв'язку з набуттям нею неядерного статусу. Того самого дня Україна приєдналась до Договору про нерозповсюдження ядерної зброї.
Одночасно були підписані аналогічні меморандуми щодо гарантій безпеки Білорусі та Казахстану. Ці дві країни приєднались до Договору про нерозповсюдження ядерної зброї дещо раніше.

## Держави-підписанти
- Україна
- Російська Федерація
- Велика Британія
- Сполучені Штати Америки

Пізніше приєдналися:
- Франція із застереженнями [3]
- Китайська Народна Республіка із застереженнями[4].

## Зобов'язання
Згідно з Меморандумом США, РФ і Велика Британія зобов'язалися:
- поважати незалежність, суверенітет та кордони України;
- утримуватися від загрози силою, її використання проти територіальної цілісності чи політичної незалежності України; ніяка їхня зброя ніколи не буде використовуватися проти України, крім цілей самооборони або будь-яким іншим чином згідно зі Статутом ООН;
- утримуватись від економічного тиску, спрямованого на те, щоб підкорити своїм власним інтересам здійснення Україною прав, притаманних її суверенітету, і таким чином отримати будь-які переваги;
- вимагати негайних дій з боку Ради Безпеки ООН з метою надання допомоги Україні, якщо вона стане жертвою акту агресії чи об'єктом погрози агресією з використанням ядерної зброї;
- не застосовувати ядерну зброю як проти України так і проти інших держав-учасниць Договору про нерозповсюдження ядерної зброї, крім випадку нападу на них самих, їхні та підопічні території, збройні сили, їхніх союзників;
- проводити консультації у випадку виникнення ситуації, внаслідок якої постає питання стосовно цих зобов'язань.

## Текст меморандуму (скорочено)
…Вітаючи приєднання України до Договору про нерозповсюдження ядерної зброї як держави, що не володіє ядерною зброєю, беручи до уваги зобов'язання України ліквідувати всю ядерну зброю, що знаходиться на її території, у визначений період часу, відзначаючи зміни в галузі безпеки в усьому світі, включаючи закінчення холодної війни, що створили умови для глибоких скорочень ядерних сил, підтверджують таке:
1. Російська Федерація, Сполучене Королівство Великої Британії та Північної Ірландії та Сполучені Штати Америки підтверджують Україні їх зобов'язання згідно з принципами Заключного Акта НБСЄ поважати незалежність і суверенітет та існуючі кордони України.
2. …підтверджують їх зобов'язання утримуватися від загрози силою чи її використання проти територіальної цілісності чи політичної незалежності України, і що ніяка їхня зброя ніколи не буде використовуватися проти України, крім цілей самооборони або яким іншим чином згідно зі Статутом Організації Об'єднаних Націй.
3. …підтверджують Україні їх зобов'язання згідно з принципами Заключного Акта НБСЄ утримуватись від економічного тиску, спрямованого на те, щоб підкорити своїм власним інтересам здійснення Україною прав, притаманних її суверенітету, і таким чином отримувати будь-які переваги.
4. …підтверджують їх зобов'язання домагатися негайних дій з боку Ради Безпеки ООН з надання допомоги Україні як державі-учасниці Договору про нерозповсюдження ядерної зброї, що не володіє ядерною зброєю, в разі, якщо Україна стане жертвою акту агресії або об'єктом погрози агресією з використанням ядерної зброї.
5. …підтверджують щодо України їх зобов'язання не застосовувати ядерну зброю проти будь-якої держави-учасника Договору про нерозповсюдження ядерної зброї, що не володіє ядерною зброєю, крім випадку нападу на них самих, їхні території чи їхні підопічні території, їхні збройні сили або їхніх союзників з боку такої держави спільно або в союзі з державою, яка володіє ядерною зброєю.
6. Російська Федерація, Сполучене Королівство Великої Британії та Північної Ірландії, Сполучені Штати Америки та Україна будуть проводити консультації у випадку виникнення ситуації, внаслідок якої постає питання стосовно цих зобов'язань.
Цей меморандум набуває чинності з моменту підписання. Підписано у чотирьох рівно автентичних примірниках українською, англійською та російською мовами.
м. Будапешт, 5 грудня 1994
(підписи) Л. Кучма, Б. Єльцин, Дж. Мейджор, Б. Клінтон

## Розбіжності в розумінні змісту та значення
Через те, що в англійському та українському текстах меморандуму існує різниця: тоді як в українському варіанті назва звучить як «Меморандум про гарантії безпеки…», в англійському — «Memorandum on Security Assurances» (тобто «безпекові запевнення»), а «запевнення» не несе конкретного змісту, то Будапештський меморандум не має жодного механізму гарантування безпеки.
З іншого боку, документ містить вислів «Підписано у чотирьох рівно автентичних примірниках українською, англійською та російською мовами». Підписи президента США і прем'єр-міністра Великої Британії стоять не лише під англійським текстом, а й українським та російським, де записано відповідно «гарантії» та «гарантии».
|                                                                            | Коли ми вже виробили остаточний текст, виникло питання щодо "запевнень" ("assurances") чи "гарантій" ("guarantees"). Ми наполягали на тому, що мають бути "гарантії". Врешті-решт погодилися, що в англійському тексті будуть "запевнення", а в українському й російському — "гарантії". Беручи до уваги фразу в кінці меморандуму, що текст складений у чотирьох примірниках і всі вони автентичні, ми можемо говорити про те, що наш варіант із використанням слова "гарантії" юридично правильний. |
| — Борис Тарасюк, заступник Міністра закордонних справ України (1992–1994), | |

Цей документ не підлягає ратифікації, водночас він є повноцінним міжнародним договором.
Тему використання Будапештського меморандуму як інструменту зовнішньої політики час від часу порушують українські політичні діячі.

## Порушення і виконання Будапештського меморандуму
Українська сторона розглядала варіант вимоги термінових консультацій, передбачених шостою статтею Будапештського меморандуму, під час конфлікту щодо острова Тузла (2003) та першої україно-російської «газової війни» (2006). Водночас Олександр Чалий вважає, що посилання України на цей документ позиціює її як позаблокову нейтральну державу (напротивагу офіційному курсу на членство в НАТО).
20 лютого 2014 року Росія почала анексію Криму. Наступними днями російські війська і спецназ почали наступ у Криму. 1 березня 2014 року президент Російської Федерації Володимир Путін на тлі «Кримської кризи» отримав у Ради Федерації (верхньої палати парламенту) дозвіл на введення військ до України, обґрунтувавши це «екстраординарною ситуацією, що склалася в Україні, загрозою життю громадян Російської Федерації, наших земляків, особового складу військового контингенту Збройних сил Російської Федерації».
Український парламент попросив підписантів Меморандуму підтвердити свою прихильність принципам, закріпленим у політичній угоді, та провести консультації з Україною для зменшення напруженості. 2 березня 2014 року Верховна Рада України на закритому засіданні ухвалила звернення до парламентів держав-гарантів безпеки України згідно з Будапештським меморандумом і до міжнародних організацій.
Вже 5 березня США ініціювали проведення в Парижі консультації з країнами-учасницями Будапештського меморандуму. На зустріч з'явилися держсекретар США Джон Керрі, міністр закордонних справ Великобританії Вільям Хейг, в.о. міністра закордонних справ України Андрій Дещиця, але не представник держави-агресора Росії. Пізніше Російська Федерація відмовилася від таких консультацій.
Після «референдуму» 16 березня 2014, проведеного в Криму та Севастополі всупереч українському законодавству, Росія розпочала офіційний процес прийняття Криму до свого складу. Цей процес увінчався підписанням договору «про прийняття до Російської Федерації Республіки Крим і утворення в складі Російської Федерації нових суб'єктів», що був ратифікований Державною думою Росії 21 березня 2014 року, а 11 квітня 2014 Крим і Севастополь були включені до переліку суб'єктів РФ у Конституції Росії.
Після анексії Криму Росією, США, Канада, Велика Британія разом з іншими країнами заявили, що участь Росії є порушенням її зобов'язань перед Україною відповідно до Будапештського меморандуму. У той же час, президент Російської Федерації Володимир Путін відповів на питання про порушення Будапештського меморандуму, описуючи поточну ситуацію: «в Україні виникла нова держава, але з цією державою і щодо цієї держави ми не підписали жодних обов'язкових документів».

### Інцидент у Керченській протоці
27 листопада 2018 року МЗС України звернулося до країн-підписантів Будапештського меморандуму з вимогою провести термінові консультації для забезпечення повного дотримання зобов'язань та негайного припинення агресії РФ проти України.

### Під час загострення перед вторгненням у 2022 році
Офіційна позиція США, підтверджена під час кризи 2022 року: Росія порушила свої зобов'язання щодо Будапештського меморандуму, в рамках якого вона, зокрема, зобов'язалася «поважати незалежність та суверенітет та існуючі кордони України» та «утримуватися від загрози силою та від її застосування проти територіальної цілісності чи політичної незалежності України».
21 лютого 2022 року МЗС України направило державам-членам Ради безпеки ООН запит на основі Будапештського меморандуму з вимогою негайного проведення консультацій. Цьому передувала промова Володимира Зеленського на Мюнхенській конференції з безпеки, в якій Президент заявив, що Україна вчетверте і востаннє ініціює проведення консультацій у рамках меморандуму, і якщо вони знову не відбудуться або за їх результатами не буде конкретних рішень щодо гарантування безпеки, то Україна матиме повне право вважати, що Будапештський меморандум не працює і всі пакетні рішення 1994 року [щодо відмови від ядерної зброї] «поставлені під сумнів».
Міністр Дмитро Кулеба роз'яснив позицію держави в тому сенсі, що відмова Росії не має бути підставою для непроведення консультацій [як раніше]. «Ці гарантії безпеки надавалися Україні в 1994 році не від групи країн, а кожною країною індивідуально, і ці гарантії були об'єднані в одному документі».
Оголошуючи про визнання ОРДЛО того ж дня (21 лютого), Володимир Путін побіжно та маніпулятивно послався на промову Зеленського в Мюнхені, заявивши, що Україна нібито може отримати ядерну зброю, а Росія не може не реагувати на це.

### Повномасштабне вторгнення
Після початку великої війни колишній американський посол в Україні Стівен Пайфер висловив думку, що Америка фактично виконує зобов'язання зі свого боку, але дії Москви позбавили договір майбутнього і показують потребу військових гарантій безпеки для України.

## Позиція Китаю
Існують такі документи, заяви та інші публікації від імені уряду або за авторством офіційних осіб, що стосуються гарантій безпеки з боку Китаю:
- Заява Уряду КНР про надання Україні гарантій безпеки, від 4 грудня 1994 року.
- Договір про дружбу і співробітництво між Україною і Китайською Народною Республікою, від 5 грудня 2013 року.[42][43]
- Спільна декларація України і Китайської Народної Республіки про подальше поглиблення відносин стратегічного партнерства, від 5 грудня 2013 року.[44][45]
- Стаття «Китай не зможе стояти осторонь, якщо Путін застосує ядерну зброю проти України» у газеті Financial Times від 27 жовтня 2022 року. Автор — колишній полковник Народної визвольної армії КНР та діючий старший науковий співробітник Центру міжнародної безпеки в Університеті Цінхуа Чжоу Бо.[46][47]

У договорі та декларації 2013 року згадується заява Уряду КНР 1994 року про надання Україні гарантій безпеки, згідно з якою Китайська Сторона зобов'язується за жодних умов не застосовувати ядерну зброю і не погрожувати її застосуванням проти України як держави, що не володіє ядерною зброєю. Додатково у Декларації проголошується, що КНР підтверджує надані у Заяві гарантії безпеки, у разі що якщо Україна стане жертвою агресії із застосуванням ядерної зброї або погроз здійснення такої агресії.
У статті 2022 року, опублікованій після ядерних погроз Путіна, згадується декларація 2013 року та надані в ній урядом КНР гарантії ядерної безпеки, у разі загроз з боку третіх країн. Також там сказано, що Китай вмовлятиме Росію, «яка вже заплямувала свою репутацію», утриматись від необачних кроків. У разі ж якщо Росія застосує ядерну зброю, то «китайська відповідь вийде далеко за межі питань і занепокоєнь». Серед іншого у статті присутні звинувачення на адресу США та заклики до пошуку компромісу.